# Emery Clarence Leonard
Emery Clarence Leonard ( 1892-1968 ) fue un botánico estadounidense.
Obtiene su Bs.Sc en "Wittenberg College de Ohio". Y se doctora en la Universidad de Ohio. A posteriori ingresa a trabajar en el Departamento de Botánica del "Museo Nacional de Estados Unidos". Luego durante la Primera Guerra Mundial se enrola, y en 1919 vuelve al Instituto Smithsoniano.
De 1928 a 1936 es curador asistente, y de 1937 a 1962 asociado, cuando se retira ese año, y pasa a asociado de investigación, en la División de Fanerógamas; y conocido por su obra sobre Acanthaceae y la flora de Haití.

## Algunas publicaciones
- "The Mosses of the District of Columbia and Vicinity".
- 1927. The North American species of Scutellaria (Contributions from the United States National Herbarium).

### Libros
- 1951. The Acanthaceae of Columbia (Contributions from the United States National Herbarium). Ed. U.S. Govt. Print. Off. 781 pp.
- 1953. The Acanthaceae of Colombia, II (Vol. 31, Pt. 2, Contributions from the United States National Herbarium, Smithsonian Institution United States National Museum)
- 1958. The Acanthaceae of Colombia (Contributions from the United States National Herbarium)

- La abreviatura «Leonard» se emplea para indicar a Emery Clarence Leonard como autoridad en la descripción y clasificación científica de los vegetales.[3]